# Niechanowo (gemeente)
De gemeente Niechanowo is een landgemeente in het Poolse woiwodschap Groot-Polen, in powiat Gnieźnieński.
De zetel van de gemeente is in Niechanowo.
Op 30 juni 2004 telde de gemeente 5337 inwoners.

## Oppervlaktegegevens
In 2002 bedroeg de totale oppervlakte van gemeente Niechanowo 105,31 km², waarvan:
- agrarisch gebied: 84%
- bossen: 9%

De gemeente beslaat 8,4% van de totale oppervlakte van de powiat.

## Demografie
Stand op 30 juni 2004:
| Omschrijving                   | Totaal | Totaal | Vrouwen | Vrouwen | Mannen | Mannen |
| ------------------------------ | ------ | ------ | ------- | ------- | ------ | ------ |
| eenheid                        | aantal | %      | aantal  | %       | aantal | %      |
| inwoners                       | 5337   | 100    | 2690    | 50,4    | 2647   | 49,6   |
| bevolkingsdichtheid (inw./km²) | 50,7   | 50,7   | 25,5    | 25,5    | 25,1   | 25,1   |

In 2002 bedroeg het gemiddelde inkomen per inwoner 1310,83 zł.

## Administratieve plaatsen (sołectwo)
Arcugowo, Cielimowo, Czechowo, Drachowo, Goczałkowo, Gurówko, Gurowo, Grotkowo, Jarząbkowo, Jelitowo-Żółcz, Karsewo, Kędzierzyn, Malczewo, Marysin, Mierzewo, Mikołajewice, Miroszka, Niechanowo, Nowa Wieś Niechanowska, Potrzymowo, Trzuskołoń, Żelazkowo.
Zonder de status sołectwo : Jelonek.

## Aangrenzende gemeenten
Czerniejewo, Gniezno, Witkowo, Września